# Ким Джан Ми
Ким Джан Ми (кор. 김장미; род. 25 сентября 1992, Инчхон) — южнокорейская спортсменка, стрелок из пистолета, олимпийская чемпионка 2012 года в индивидуальном первенстве с 25 метров. Также принимала участие в стрельбе из пистолета с 10 метров, заняла 13-е место в квалификации и в финал не попала. В 2010 году приняла участие в летних юношеских Олимпийских играх в Сингапуре, где завоевала золото в стрельбе с 10 метров.